# 高屋庸彦
高屋 庸彦（たかや つねひこ、1884年（明治17年）7月31日 - 1964年（昭和39年）9月1日）は、大日本帝国陸軍軍人。最終階級は陸軍少将。

## 経歴
1884年（明治17年）に愛知県で生まれた。陸軍士官学校第17期、陸軍大学校第25期卒業。1929年（昭和4年）8月1日に陸軍工兵大佐進級と同時に鉄道第1連隊長に着任。1930年（昭和5年）8月に参謀本部通信課長に転じ、1933年（昭和8年）2月14日に関東軍司令部附となり、10月16日に関東軍特務部員に就任した。
1934年（昭和9年）3月5日に陸軍少将に進級し、8月1日に澎湖島要塞司令官に着任。1935年（昭和10年）3月15日に待命、3月30日に予備役に編入された。

## 栄典
勲章等
- 1940年（昭和15年）8月15日 - 紀元二千六百年祝典記念章[3]